# Космос-198
Космос-198 је један од преко 2400 совјетских вјештачких сателита лансираних у оквиру програма Космос.
Космос-198 је лансиран са космодрома Тјуратам, Бајконур, СССР, 27. децембра 1967. Ракета-носач је поставила сателит у орбиту око планете Земље. 